# Foord Glacier
Foord Glacier är en glaciär i Antarktis. Den ligger i Västantarktis. Argentina, Chile och Storbritannien gör anspråk på området. Foord Glacier ligger 335 meter över havet.
Terrängen runt Foord Glacier är varierad.  Trakten är obefolkad. Det finns inga samhällen i närheten.